# Морган, Малена
Малена Морган (англ. Malena Morgan; род. 23 июня 1991) — американская порноактриса.

## Биография
Малена Морган родилась 23 июня 1991 года во Флориде. Выросла на западном побережье Флориды. Её первой работой была работа в качестве администратора в ресторане Cracker Barrel. Малена посещала модельную школу с 13 лет и, окончив среднюю школу в 2008 году, решилась связать судьбу с модельным бизнесом. В 2011-м Малена переехала в Лос-Анджелес, Калифорния, чтобы начать карьеру в индустрии для взрослых. Её первый опыт был связан с работой модели в эротических видео-чатах. Но вскоре Морган заприметили режиссёры взрослых жанров. В этом же году Малена украсила собой обложку журнала Penthouse, завоевав титул Мисс Ноябрь. Позднее Малена становилась моделью практически всех ведущих изданий для мужчин в США. По словам Малены, семья полностью поддерживала её участие в порнографических съёмках.
В 2013 году Морган сыграла главную женскую роль Виктории в эротическом триллере Залмана Кинга «Наслаждение или боль».
Среди своих повседневных интересов актриса выделяет фотографию, пеший туризм, актёрское мастерство и скалолазание. В 2014 году объявила о завершении карьеры.
В 2015 году Морган стала жертвой 24-летнего сталкера из штата Джорджия. Он угрожал ей убийством и транслировал это действие в прямом эфире. ФБР смогло арестовать подозреваемого, который вскоре признался.

## Награды и номинации
- 2013 — номинация на премию «XBIZ Awards» в категории «Best Scene — All-Girl» («Lesbian Bridal Stories 5»).
- 2014 — номинация на премию «AVN Award» в категории «All-Girl Performer of the Year».
- 2014 — номинация на премию «AVN Award» в категории «Best All-Girl Group Sex Scene» («We Live Together.com 28»).
- 2014 — номинация на премию «XBIZ Awards» в категории «Girl/Girl Performer of the Year».
- 2014 — номинация на премию «XBIZ Awards» в категории «Best Scene — All-Girl» («We Live Together.com 29»).